# أرمينيا الروسية

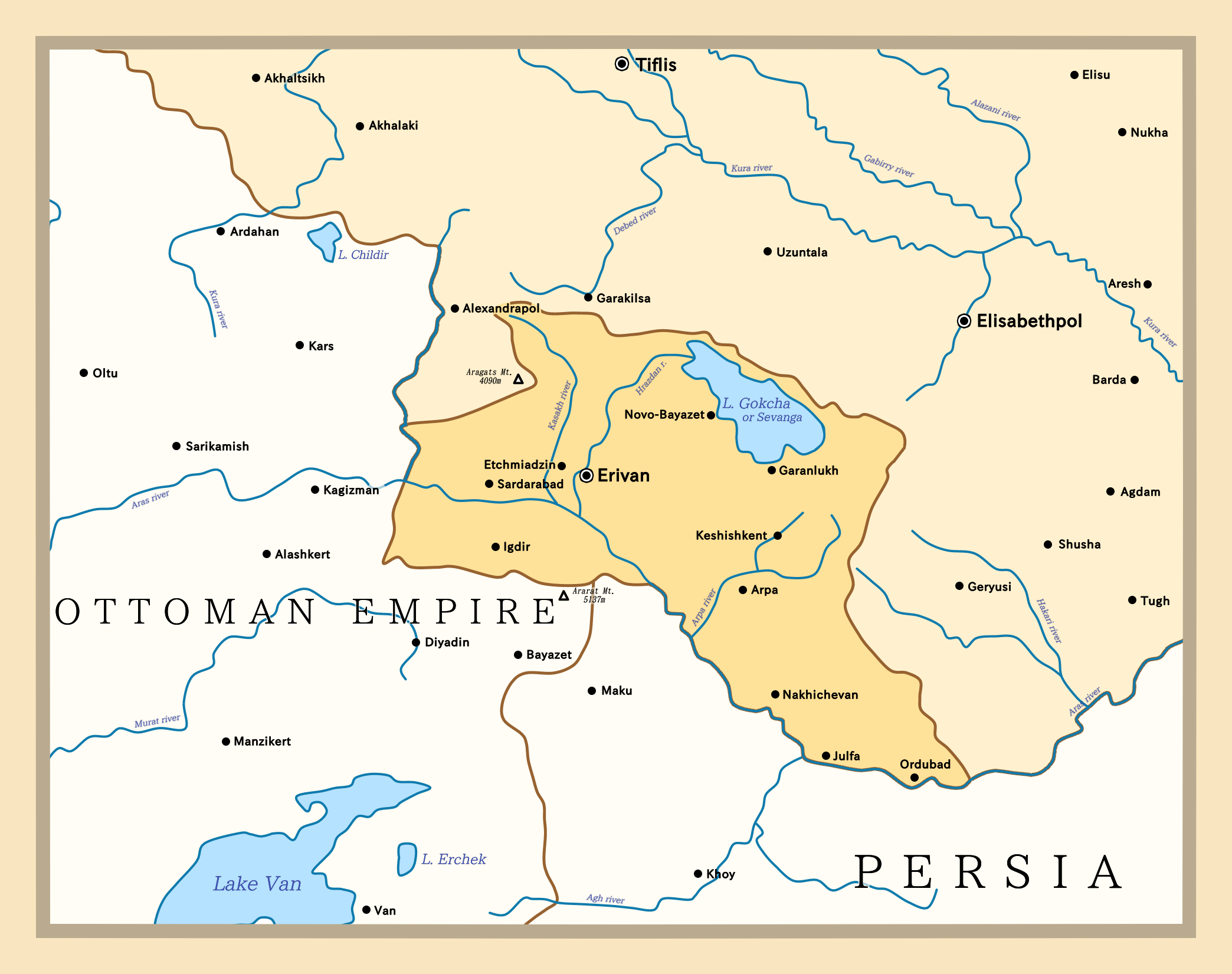
خريطة أرمينيا أوبلاست.

أرمينيا الروسية وهي الأراضي الأرمنية وألتي كانت تقع تحت حكم روسيا القيصرية وألتي تمكنت بواسطتها روسيا من أن تضمها بعد حروب ضد الدولة العثمانية والإمبراطورية الصفوية وقد كانت تسمى بأرمينيا الشرقية وحالياً تشكل معظم أجزاء دولة أرمينيا.

## خلفية
عاش سكان أرمينيا الشرقية لمئات السنين تحت حكم الإمبراطوريات الإيرانية المتعاقبة. حكمت السلالاتُ الإيرانية الصفوية والأفشارية والقاجارية أرمينيا الشرقيةَ ابتداءً من أوائل القرن السادس عشر وحتى عام 1828. أدت الحروب اللاحقة بين الإمبراطوريتين العثمانية والصفوية إلى تدمير العديد من البلدات الأرمنية وتحول حياة الأرمن إلى جحيم. بالإضافة إلى ذلك، كان الأرمن المسيحيون من أهل الذمة (شكّلوا ملّةً) تحت حكم المسلمين، الفارسيين منهم أو العثمانيين.
في عام 1678، أجرت القيادة الأرمينية مؤتمرًا سريًا في إتشميادزين، وخلصت فيه إلى ضرورة تحرر أرمينيا من السيطرة الأجنبية. لم يتمكن الأرمن في هذه المرحلة من محاربة إمبراطوريتين في وقت واحد، ما دفعهم إلى البحث عن مساعدة خارجية. بحث إسرائيل أوري، وهو أرمني الأصل من قاراباغ ونجل ملك أو أمير أرمني، عن المساعدة في العديد من العواصم الأوروبية. توفي إسرائيل أوري في عام 1711 دون أن يشاهد الحلم الأرمني يتحقق. أعلن القيصر الروسي بيتر الأكبر في عام 1722 الحرب ضد الإيرانيين الصفويين، الذين تخلّل الضعف صفوفهم بشدة في تلك الفترة. قدّم الجورجيون وأرمن قاراباغ المساعدة للروس عبر تمردهم على الحكم الصفوي. قاد ديفيد بيك التمرد لمدة ست سنوات، حتى وفاته في ساحة المعركة.

## الضم الروسي والتخلي عن بلاد فارس
حدثت نقطة تحول في عام 1801 عندما ضم الروس مملكة كارتلي كاخيتي الجورجية، الأمر الذي منحهم موطئ قدم في منطقة القوقاز. سعت روسيا خلال العقود الثلاثة التالية إلى توسيع أراضيها في القوقاز على حساب تركيا العثمانية وإيران القاجارية. حصلت الحملات الروسية على دعم أرمني كبير قادة أسقف تبليسي، نرسيس أشتاركتسي، الذي شارك في المعارك شخصيًا. شهدت الحرب الروسية الفارسية منذ عام 1804 وحتى عام 1813 غزو الروس أجزاءً من أراضي الشرق الأرميني وتخليهم عن معظمها في معاهدة كلستان.
في عام 1826، احتل الروس أجزاءً من منطقة يريفان خانات الإيرانية في انتهاك صريح لمعاهدة كلستان، ما أشعل فتيل آخر المعارك بين الطرفين المتنازعين في ما عُرف باسم الحرب الروسية الفارسية 1826-1828، والتي تكبّد فيها الإيرانيون القاجاريون خسائر أكبر، إذ احتلت روسيا تبريز في البر الرئيسي الإيراني. انتهت الحرب في عام 1828 مع معاهدة تركمانجاي، واضطرت إيران إلى التنازل عن أراضيها التي ضمت يريفان خانات (التي تشتمل على أرمينيا في يومنا هذا)، ونخجوان خانات، وبقية جمهورية أذربيجان التي لم تُسلَّم بالقوة في عام 1813. بحلول تلك الفترة، وتحديدًا في عام 1828، انتهى الحكم الإيراني الذي استمر قرنًا من الزمن على أرمينيا الشرقية بصورة رسمية.

### التحولات الديموغرافية
شكّل الأرمن الأغلبية في أرمينيا الشرقية حتى منتصف القرن الرابع عشر، بينما هيمن الإسلام في نهاية القرن الرابع عشر بعد حملات تيمورلنك، ما أدى إلى تحول الأرمن إلى أقلية في أرمينيا الشرقية.
اعتنق 80% تقريبًا من سكان أرمينيا الإيرانية الإسلام (الفرس والترك والأكراد)، في حين كان الأرمن المسيحيون أقلية بلغت نسبتها نحو 20%. اضطرت إيران نتيجةً لمعاهدتي كلستان (1813) وتركمانجاي (1828) إلى التنازل عن أرمينيا الإيرانية (التي شكلت أيضًا أرمينيا في يومنا هذا)، لصالح الروس.
طرأ تحول على التركيبة العرقية بعد سيطرة الإدارة الروسية على أرمينيا الإيرانية، ومن ثم عاد الأرمن لأول مرة منذ أكثر من أربعة قرون ليشكلوا الأغلبية مرةً أخرى في جزء من تاريخ أرمينيا. شجعت الإدارة الروسية الجديدة على توطين الأرمن العرقيين من إيران وتركيا العثمانية. ونتيجة لذلك، ضاهى عدد الأرمن العرقيين عددَ المسلمين بحلول عام 1832. على أي حال، لم يؤسس الأرمن العرقيون أغلبية راسخة في أرمينيا الشرقية إلا بعد حرب القرم والحرب الروسية العثمانية (1877-1878)، التي حملت معها توافدًا آخر من الأرمن الأتراك. حافظت مدينة يريفان على أغلبية إسلامية حتى القرن العشرين. وفقًا للرحالة إتش. إف. بي. لينش، تألفت المدينة في أوائل عام 1890 من 50% من الأرمن و50% من المسلمين (الأذربيجانيين والفرس) تقريبًا.

## معرض صور

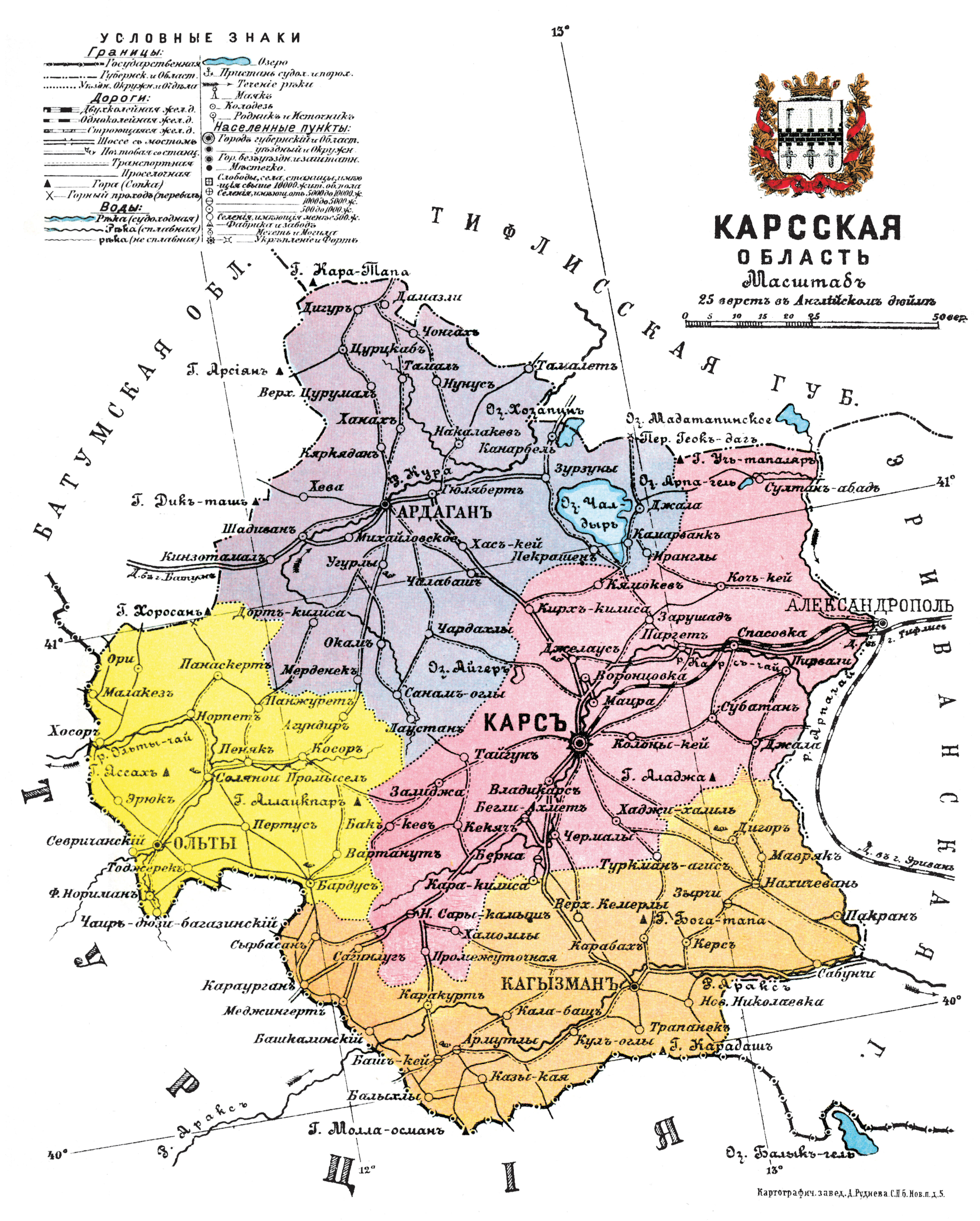
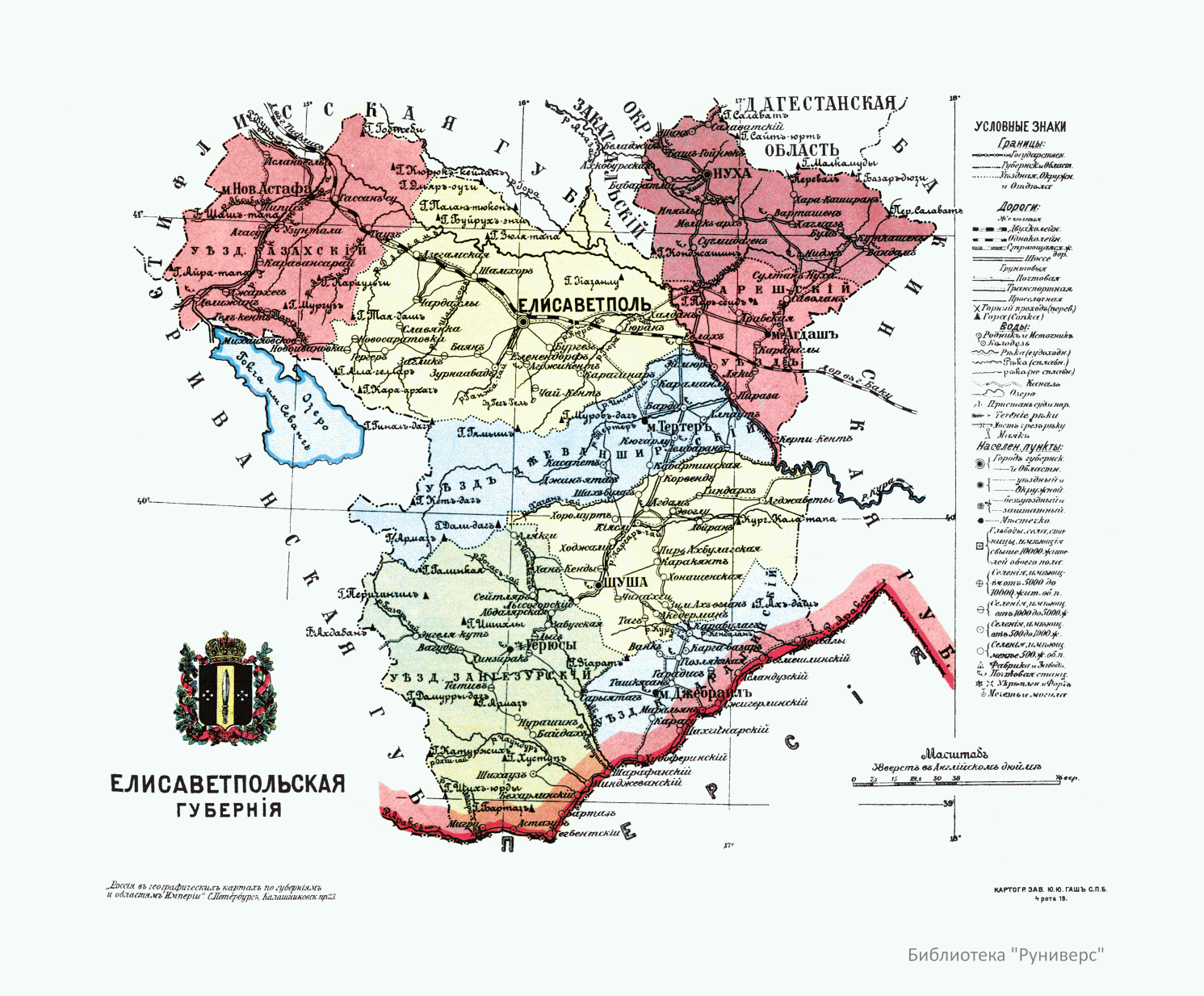
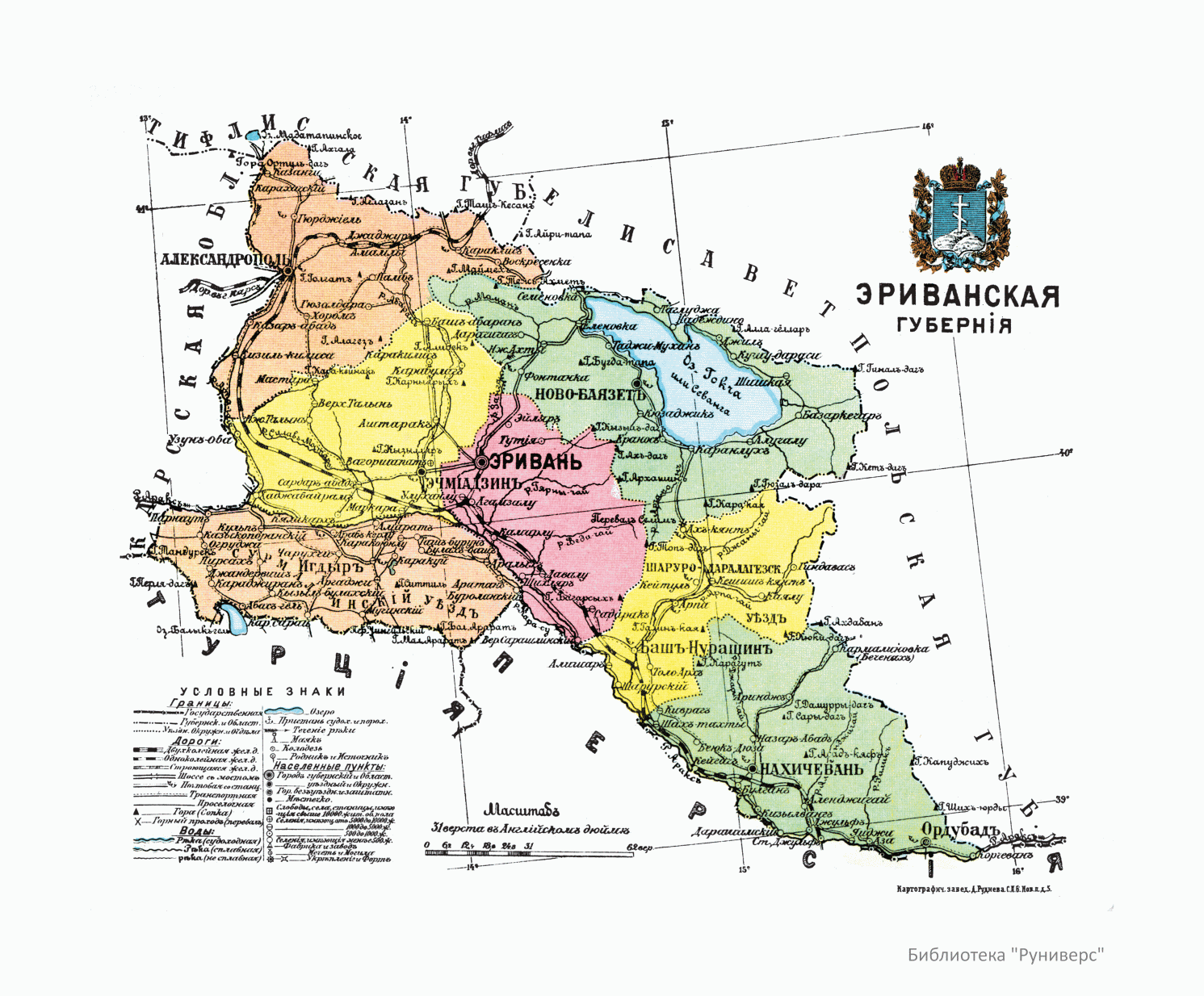